# Іташино
Іташино (рос. Иташино) — пасажирський зупинний пункт Могочинського регіону Забайкальської залізниці Росії, розташована на дільниці Куенга — Бамівська між станціями Єрофей Павлович (відстань — 15 км) і Сегачама (9 км). Відстань до ст. Куенга — 602 км, до ст. Бамівська — 147 км; до транзитного пункту Каримська — 834 км. До 2023 року — станція.